# Alexander Cambridge, 1. Earl of Athlone

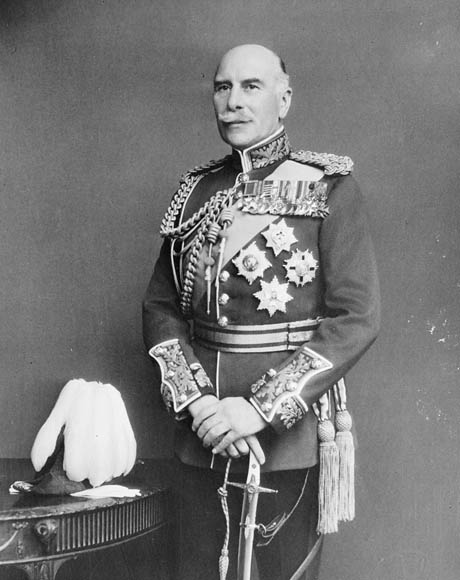
Alexander Earl of Athlone

Alexander Cambridge, 1. Earl of Athlone, vollständiger Geburtsname Alexander Augustus Frederick William Alfred George von Teck (* 14. April 1874 im Kensington Palace in London; † 16. Januar 1957 im Kensington Palace in London), stammte aus einer morganatischen Linie des Hauses Württemberg, war durch seine Mutter ein Mitglied der britischen Königsfamilie und der jüngste Bruder von Königin Mary, der Gemahlin des britischen Königs Georg V.

## Jugend

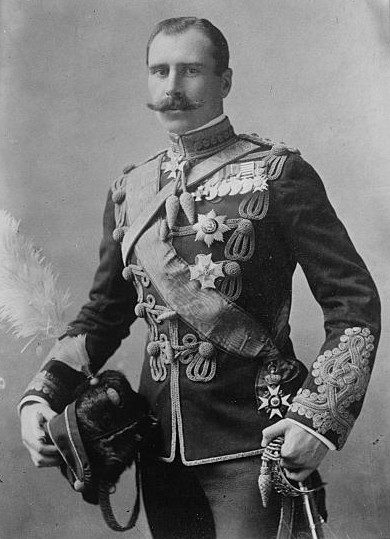
Alexander von Teck am 28. Juni 1910

Alexander war der jüngste Sohn des Herzogs Franz von Teck (1837–1900) und seiner Ehefrau Prinzessin Mary Adelaide von Großbritannien, Irland und Hannover (1833–1897), jüngste Tochter des Prinzen Adolphus Frederick, 1. Duke of Cambridge, und der Prinzessin Auguste von Hessen. Die Großeltern väterlicherseits waren Prinz Alexander von Württemberg und Claudine Rhédey von Kis-Rhéde, spätere Gräfin von Hohenstein. Alexander wuchs im Kensington Palace und im Landhaus White Lodge in Richmond Park auf, mit seinen Geschwistern:
- Prinzessin Viktoria Mary (1867–1953), ⚭ König Georg V. von Großbritannien und Irland, Kaiser von Indien;
- Prinz Adolphus, später 1. Marquess of Cambridge (1868–1927), ⚭ Lady Margaret Evelyn Grosvenor (1873–1929);
- Prinz Francis (Franz) (1870–1910).

Siehe dazu auch: Teck/Cambridge-Familie.

## Ausbildung und Militär
Prinz Alexander studierte am Eton College, bevor er an der Militärakademie Sandhurst eine militärische Ausbildung bekam. 1894 trat er als Berufsoffizier in eine in Indien stationierte Einheit ein. 1896/97 nahm er an den Kämpfen in Südrhodesien, ab 1899 in Südafrika am Burenkrieg teil. Als persönlicher Adjutant des späteren Königs Georg V. und dessen Frau Mary (seiner Schwester) nahm Alexander 1901 an der sechsmonatigen Reise durch das britische Weltreich auf dem Schiff Ophir teil.
Beim Ausbruch des Ersten Weltkriegs war Alexander zum Major befördert worden und nahm mit seinem Regiment an Kämpfen in Frankreich und Flandern teil. Später leitete er die britische Mission im belgischen Hauptquartier.

## Ehe und Tätigkeit im Dienst der Krone

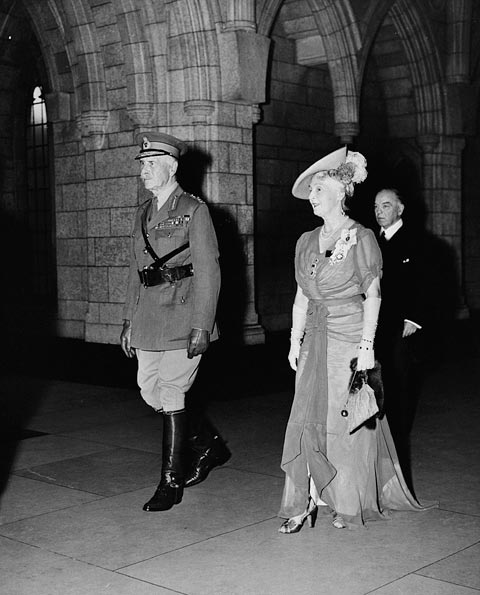
Der Earl of Athlone und seine Frau, Prinzessin Alice, 1945

Am 10. Februar 1904 heiratete Prinz Alexander auf Schloss Windsor Prinzessin Alice von Großbritannien und Irland, Tochter von Prinz Leopold, Duke of Albany, und Enkelin von Königin Victoria. Das Ehepaar hatte drei Kinder: Prinzessin May von Teck (1906–1994), Prinz Rupert von Teck (1907–1928) und Prinz Maurice von Teck. Der im März 1910 geborene Prinz Maurice starb während eines Besuches des Ehepaares in Gotha im Alter von nur knapp sechs Monaten. Er fand seine letzte Ruhestätte auf der Begräbnisinsel des großen Teiches im Gothaer Schlosspark.
Während des Ersten Weltkriegs verzichtete König Georg V. angesichts anhaltenden innenpolitischen Drucks und vor dem Hintergrund der russischen Februarrevolution 1917 auf all seine deutschen Titel, ebenso die Mitglieder der königlichen Familie. In diesem Zusammenhang legte auch Alexander auf Wunsch des Königs (gegen seine Überzeugung) alle seine deutschen Titel ab und nahm am 14. Juli 1917 den Familiennamen Cambridge an. Am 16. Juli 1917 verlieh ihm der König die britischen Titel des Earl of Athlone und Viscount Trematon.
Vom 21. Januar 1924 bis zum 12. April 1930 vertrat Alexander die britische Krone als 4. Generalgouverneur in Südafrika. Am 21. Juni 1940 wurde er zum 16. Generalgouverneur von Kanada ernannt, dieses Amt übte er bis 12. April 1946 aus. Von 1932 bis 1955 war er außerdem Kanzler der Universität von London. Ferner fungierte er von 1939 bis 1955 als Präsident der Football Association, des Fußballverbandes von England. Als persönlicher Adjutant diente Alexander vier Königen, von Georg V. bis zu Elisabeth II.
Da seine Söhne kinderlos und vor ihm starben, erloschen seine Adelstitel bei seinem Tod am 16. Januar 1957. Er wurde auf dem königlichen Friedhof von Frogmore House in Windsor beigesetzt.

## Orden und Ehrenzeichen
(unvollständig)
- 1888 Großkreuz des Ordens der Württembergischen Krone[1]
- 1898 Knight Commander des Royal Victorian Order (KCVO)
- 1901 Companion des Distinguished Service Order (DSO)
- 1904 Ritter des Order of Saint John (KStJ)
- 1904 Hausorden der Rautenkrone
- 1910 Knight Grand Cross des Royal Victorian Order (GCVO)
- 1911 Knight Grand Cross des Order of the Bath (GCB)
- 1915 Großkreuz des belgischen Leopoldsordens
- 1916 Großoffizier der Ehrenlegion
- 1917 Mitglied des Order of St. Michael and St. George (CMG)
- 1918 Russischer Orden der Heiligen Anna Erster Klasse mit Schwertern
- 1923 Knight Grand Cross des Order of St. Michael and St. George (GCMG)
- 1928 Knight Companion des Hosenbandordens (KG)
- 1935 Royal Victorian Chain
- 1936 Großmeister des Order of St. Michael and St. George (GCMG)